# The Sands of Dee
The Sands of Dee é um curta-metragem norte-americano de 1912, do gênero romance, dirigido por D. W. Griffith. O filme estrelado por Mae Marsh, foi baseado no poema Sand o' Dee, do romancista inglês Charles Kingsley.

## Elenco
- Mae Marsh ... Mary
- Robert Harron ... Booby
- Charles Hill Mailes ... pai de Mary
- Grace Henderson ... mãe de Mary
- Kate Toncray ... mãe de Bobby
- Edwin August ... O artista
- Claire McDowell ... Noiva do artista